# Абзябар
Абзяба́р (тат. Абҗабар) — деревня в Арском районе Республики Татарстан. Входит в состав Качелинского сельского поселения.

## География
Деревня расположена на реке Атынка, в 8 километрах к западу от города Арск.

## История
Известна с периода Казанского ханства. После запустения в середине XVI века возродилась в конце XVI — начале XVII века как русское селение. В XVIII — первой половине XIX века жители относились к категории государственных крестьян, входили в приход села Чулпаново. Занимались земледелием, разведением скота, шерстобитным и валяльным промыслами. В начале XX века в Абзябаре функционировали земская школа, водяная мельница. В этот период земельный надел сельской общины составлял 473,9 десятин. До 1920 года деревня входила в Арскую волость Казанского уезда Казанской губернии. С 1920 года в составе Арского кантона Татарской АССР. С 10 августа 1930 года в Арском районе.

## Население
| 1782 | 1859 | 1897 | 1908 | 1920 | 1924 | 1926 |
| ---- | ---- | ---- | ---- | ---- | ---- | ---- |
| 61   | ↗146 | ↗148 | ↗164 | ↗173 | →173 | ↗187 |
| 1938 | 1949 | 1958 | 1970 | 1979 | 1989 |      |
| ↘165 | ↘107 | ↗121 | ↘38  | ↘8   | ↘1   |      |